# Universitat de Malmö
La Universitat de Malmö (suec: Malmö universitet) és una universitat sueca situada a la ciutat de Malmö. Amb més de 24.000 estudiants i al voltant de 1.600 empleats entre professorat i personal d'adminidtració, la Universitat de Malmö és el novè centre educatiu més gran de Suècia. Té acords d'intercanvi amb més de 240 universitats associades d'arreu del món i aproximadament un terç dels estudiants tenen formació internacional. Els estudis a la Universitat de Malmö es centren, entre altres qüestions, en el fenomen migratori, les relacions internacionals, la ciència política, la sostenibilitat, els estudis urbans i dels nous mitjans i la tecnologia.
Situat a l'illa artificial d'Universitetsholmen, al centre de la ciutat, la universitat ha tingut un paper important en la transformació de Malmö d'una ciutat industrial a una ciutat d'aprenentatge. Gran part del campus es va construir sobre uns terrenys que, fins a mitjans dels anys 1980, pertanyien a la drassana Kockums, que havia estat un element clau de la Malmö naval-industrial.
Si bé aquesta institució es va fundar com a högskola («col·legi universitari») l'any 1998, el ministeri d'educació superior i investigació va concedir-li l'estatus universitari l'1 de gener de 2018.